# Running Up That Hill
Running Up That Hill (auch bekannt als Running Up That Hill (A Deal with God)) ist ein Lied der britischen Sängerin Kate Bush. Es wurde am 5. August 1985 vorab als erste Single aus ihrem Album Hounds of Love veröffentlicht. Durch seine Verwendung in der Netflix-Serie Stranger Things erreichte das Lied 2022 neue Bekanntheit und übertraf in vielen Ländern die Chartplatzierungen von 1985.

## Entstehung
Bush schrieb und produzierte Running Up That Hill selbst. Es war der erste Song für das Album Hounds of Love. Der ursprüngliche Titel war A Deal with God. Die erste Version entstand im Sommer 1983 als Achtspuraufnahme in ihrem damals gerade verbesserten Heimstudio. Es wurden ein LinnDrum-Drumcomputer, ein Fairlight-CMI-Synthesizer und ein Piano verwendet. Die ursprüngliche Aufnahme wurde dann auf ein 24-Spur-Mastertape überspielt und mit weiteren Overdubs versehen. Der LinnDrum-Teil wurde von Del Palmer programmiert. Es wurden etwa die Hookline, die Intro-Soundeffekte und Bushs Gesang hinzugefügt. Der geplante Titel A Deal with God stieß allerdings bei EMI nicht auf Gegenliebe, da die dortigen Manager fürchteten, der Verweis auf Gott könnte in einigen Ländern zu negativen Reaktionen führen. Bush gab nach, allerdings wurde auf dem Album mit Running Up That Hill (A Deal with God) ein Kompromiss gewählt. Zunächst wollten die Plattenfirmenmanager allerdings Cloudbusting zur ersten Single machen, wobei sich Bush wiederum mit Running Up That Hill durchsetzte. Bush sagte zum Hintergrund des Liedes:

„I was trying to say that, really, a man and a woman can’t understand each other because we are a man and a woman. And if we could actually swap each other’s roles, if we could actually be in each other’s place for a while, I think we’d both be very surprised! [Laughs] And I think it would lead to a greater understanding. And really the only way I could think it could be done was either… you know, I thought a deal with the devil, you know. And I thought, 'well, no, why not a deal with God!' You know, because in a way it’s so much more powerful the whole idea of asking God to make a deal with you. You see, for me it is still called Deal With God, that was its title. But we were told that if we kept this title that it would not be played in any of the religious countries, Italy wouldn’t play it, France wouldn’t play it, and Australia wouldn’t play it! Ireland wouldn’t play it, and that generally we might get it blocked purely because it had God in the title.“

„Ich versuchte zu sagen, dass, ehrlich gesagt, ein Mann und eine Frau sich nicht verstehen können, weil wir ein Mann und eine Frau sind. Und wenn wir wirklich die Rollen tauschen könnten, wenn wir wirklich für eine Weile in der Haut des anderen stecken könnten, denke ich, wären beide sehr überrascht! [Lacht] Und ich denke, es würde zu größerem Verständnis führen. Und wirklich der einzige Weg, wie ich denke, dass das gehen könnte, wäre entweder … ja, ich dachte, ein Handel mit dem Teufel, wissen Sie? Und ich dachte, ,okay, nein, warum nicht ein Deal mit Gott!‘ Wissen Sie, weil in einer Art ist die ganze Idee, Gott zu fragen, einen Handel mit dir einzugehen, so viel kraftvoller. Sehen Sie, für mich heißt er immer noch Deal With God, das war der [Song-]Titel. Aber man sagte uns, dass wenn wir diesen Titel behielten, dann würde er nicht in irgendeinem dieser religiösen Länder gespielt werden, Italien würde ihn nicht spielen, Frankreich würde ihn nicht spielen und Australien würde ihn nicht spielen! Irland würde ihn nicht spielen, und dass er generell geblockt würde, nur weil er Gott im Titel hätte.“

## Veröffentlichung
Die Erstveröffentlichung von Running Up That Hill erfolgte als Single am 5. August 1985. Die B-Seite der 7″-Single enthält das Lied Under the Ivy. Die 12″-Single enthält einen erweiterten Remix und eine Instrumentalversion von Running Up That Hill sowie Under the Ivy. Am 16. September 1985 erschien es als Teil von Bushs fünftem Studioalbum Hounds of Love.
Bush führte das Lied am 30. November 1985 in Peters Pop Show im ZDF vor einem internationalen Publikum auf. Sie sang es auch live mit David Gilmour von Pink Floyd beim Secret Policeman’s Third Ball im Jahr 1987. Es wurde als Hauptthema für die BBC-1-Kinder-Dramaserie Running Scared (1986) verwendet.
Am 12. August 2012 veröffentlichte Kate Bush eine neue Version von Running Up That Hill (A Deal with God) mit dem Untertitel 2012 Remix auf ihrem Label Fish People. Über der Musik der Extended Version der 1985er-12"-Single wurde ein neuer Gesang aufgenommen, der Song wurde allerdings einen Halbton tiefer gepitcht. Diese Version wurde auf der Schlussfeier der Olympischen Sommerspiele 2012 in London gespielt, wobei Bush allerdings nicht selbst auftrat, sondern Tänzer zur Musik zu sehen waren. Sie bauten eine Pyramide aus 302 Würfeln, wobei einige spannende Momente der Olympischen Spiele gezeigt wurden. Der Titel erschien auch auf dem offiziellen Soundtrack zur Schlussfeier, A Symphony of British Music: Music for the Closing Ceremony of the London 2012 Olympic Games. Am 19. August 2012 stieg die Version auf Platz sechs in die britischen Charts ein.

## Rezensionen
Das Lied wurde von den Kritikern sehr gelobt. In einer retrospektiven Besprechung der Single schrieb die Allmusic-Journalistin Amy Hanson: „Immer mit Emotionen vertraut und in der Lage, selbst die bittersten Herzen zu manipulieren, hat Bush selten ein so brutal wahrhaftes, schmerzhaft sinnliches Lied geschrieben.“ Angesichts des erneuten Charterfolgs des Lieds 2022 bezeichnete Die Welt das Lied als „ikonischen Popsong“ der 1980er Jahre und schrieb, es berühre „die Jugend auch heute noch. Das Lied ist eben ein Klassiker. Und das Grundprinzip von Klassikern: Sie sind zeitlos.“

## Kommerzieller Erfolg

### Chartplatzierungen
Kurz nach Erstveröffentlichung im Jahr 1985 erreichte Running Up That Hill in Deutschland Position drei, in Österreich Rang 21, in der Schweiz Platz zehn, im Vereinigten Königreich Position drei und in den Vereinigten Staaten Rang 30. Im Jahr 2012 platzierte es sich in manchen Ländern durch die Veröffentlichung eines Remixes erneut in den Charts. Im Jahr 2022 fand das Stück mehrfach Verwendung in der vierten Staffel der Serie Stranger Things, worauf es erneut die Charts stürmte und unter anderem in Österreich (#3) und in den Vereinigten Staaten (#3) neue Bestplatzierungen erreichte, während es sich in der Schweiz und im Vereinigten Königreich sogar an der Chartspitze platzieren konnte.
In Österreich, in der Schweiz und im Vereinigten Königreich wurde es nach dem erneuten Charteinstieg im Jahr 2022 zur erfolgreichsten Chartsingle Bushs, in Deutschland ist es bereits seit seiner Erstveröffentlichung ihr erfolgreichster Charthit. In den Vereinigten Staaten wurde das Lied zum ersten Top-10-Hit für Bush.
Laut der Official Charts Company stellte Running Up That Hill durch den Wiedereintritt in die Charts mehrerer Länder einige Rekorde auf. So sei noch nie ein Song so viele Jahre nach seinem Erscheinen auf Platz eins gelandet. In Großbritannien wurde Kate Bush im Jahr 2022 mit 63 Jahren die älteste weibliche Musikerin mit einem Nummer-eins-Hit.
Darüber hinaus erreichte das Lied Top-10-Platzierungen in Australien (Rang 2), Belgien (Rang 6) und den Niederlanden (Rang 6).
| ChartsChartplatzierungen       | Höchstplatzierung | Wochen |
| ------------------------------ | ----------------- | ------ |
| Deutschland (GfK)              | 3 (50 Wo.)        | 50     |
| Österreich (Ö3)                | 3 (26 Wo.)        | 26     |
| Schweiz (IFPI)                 | 1 (35 Wo.)        | 35     |
| Vereinigte Staaten (Billboard) | 3 (40 Wo.)        | 40     |
| Vereinigtes Königreich (OCC)   | 1 (45 Wo.)        | 45     |

| ChartsJahrescharts (1985)    | Platzierung |
| ---------------------------- | ----------- |
| Deutschland (GfK)            | 30          |
| Vereinigtes Königreich (OCC) | 56          |

| ChartsJahrescharts (2022)      | Platzierung |
| ------------------------------ | ----------- |
| Deutschland (GfK)              | 35          |
| Österreich (Ö3)                | 47          |
| Schweiz (IFPI)                 | 33          |
| Vereinigte Staaten (Billboard) | 23          |
| Vereinigtes Königreich (OCC)   | 6           |

### Auszeichnungen für Musikverkäufe
| Land/Region                  | Auszeichnungen für Musikverkäufe (Land/Region, Auszeichnung, Verkäufe) | Verkäufe  |
| ---------------------------- | ---------------------------------------------------------------------- | --------- |
| Dänemark (IFPI)              | Platin                                                                 | 90.000    |
| Deutschland (BVMI)           | Gold                                                                   | 250.000   |
| Italien (FIMI)               | Platin                                                                 | 100.000   |
| Kanada (MC)                  | 2× Platin                                                              | 160.000   |
| Neuseeland (RMNZ)            | Platin                                                                 | 30.000    |
| Portugal (AFP)               | Platin                                                                 | 10.000    |
| Schweden (IFPI)              | Platin                                                                 | 80.000    |
| Spanien (Promusicae)         | Platin                                                                 | 60.000    |
| Vereinigtes Königreich (BPI) | Silber (physisch) · + 4× Platin (digital)                              | 2.650.000 |
| Insgesamt                    | 1× Gold · 12× Platin ·                                                 | 3.430.000 |

## Coverversionen und Samples
Es existieren zahlreiche Coverversionen, unter anderem von Faith and the Muse, The Gathering, Placebo, Jørn Lande, Within Temptation, Chromatics, Meg Myers und Kim Petras. Darüber hinaus diente es als Inspiration für Talk Talks Life’s What You Make It.